# Ádám Vass
Ádám Vass (ur. 9 września 1988 roku w Kápolnásnyék) – węgierski piłkarz, grający na pozycji środkowego pomocnika w MTK Budapest FC.

## Kariera klubowa
Vass jest wychowankiem budapeszteńskiego Ferencvárosu, gdzie w drużynie juniorów grał do 2004 roku. W listopadzie 2004 roku na zasadzie wolnego transferu kontrakt podpisał z nim Stoke City. Jednakże nigdy nie zagrał meczu w pierwszej drużynie Stoke.
Po odrzuceniu oferty nowego kontraktu, 19 czerwca 2007 roku Vass przeszedł do włoskiej Brescii.
W 2012 roku Vass został zawodnikiem CFR 1907 Cluj. W październiku 2013 roku przeszedł do KV Oostende. W styczniu 2014 został zawodnikiem MTK Budapest FC.

### Statystyki
| Sezon     | Klub           | Liga                | Mecze | Gole |
| --------- | -------------- | ------------------- | ----- | ---- |
| 2006/2007 | Stoke City     | League Championship | 0     | 0    |
| 2007/2008 | Brescia Calcio | Serie B             | 25    | 0    |
| 2008/2009 | Brescia Calcio | Serie B             | 35    | 1    |
| 2009/2010 | Brescia Calcio | Serie B             | 28    | 2    |
| 2010/2011 | Brescia Calcio | Serie A             | 20    | 0    |
| 2011/2012 | Brescia Calcio | Serie B             | 27    | 1    |
| 2012/2013 | CFR 1907 Cluj  | Liga I              |       |      |

## Kariera reprezentacyjna
Vass grał w reprezentacjach Węgier U-17, U-19, U-20 (3 mecze) oraz U-21 (2 mecze). 15 listopada 2006 roku zadebiutował w drużynie seniorów, a miało to miejsce w meczu przeciwko Kanadzie.

## Sukcesy
- 2007: Młody Węgierski Piłkarz Roku